# Dreiphasenbrand

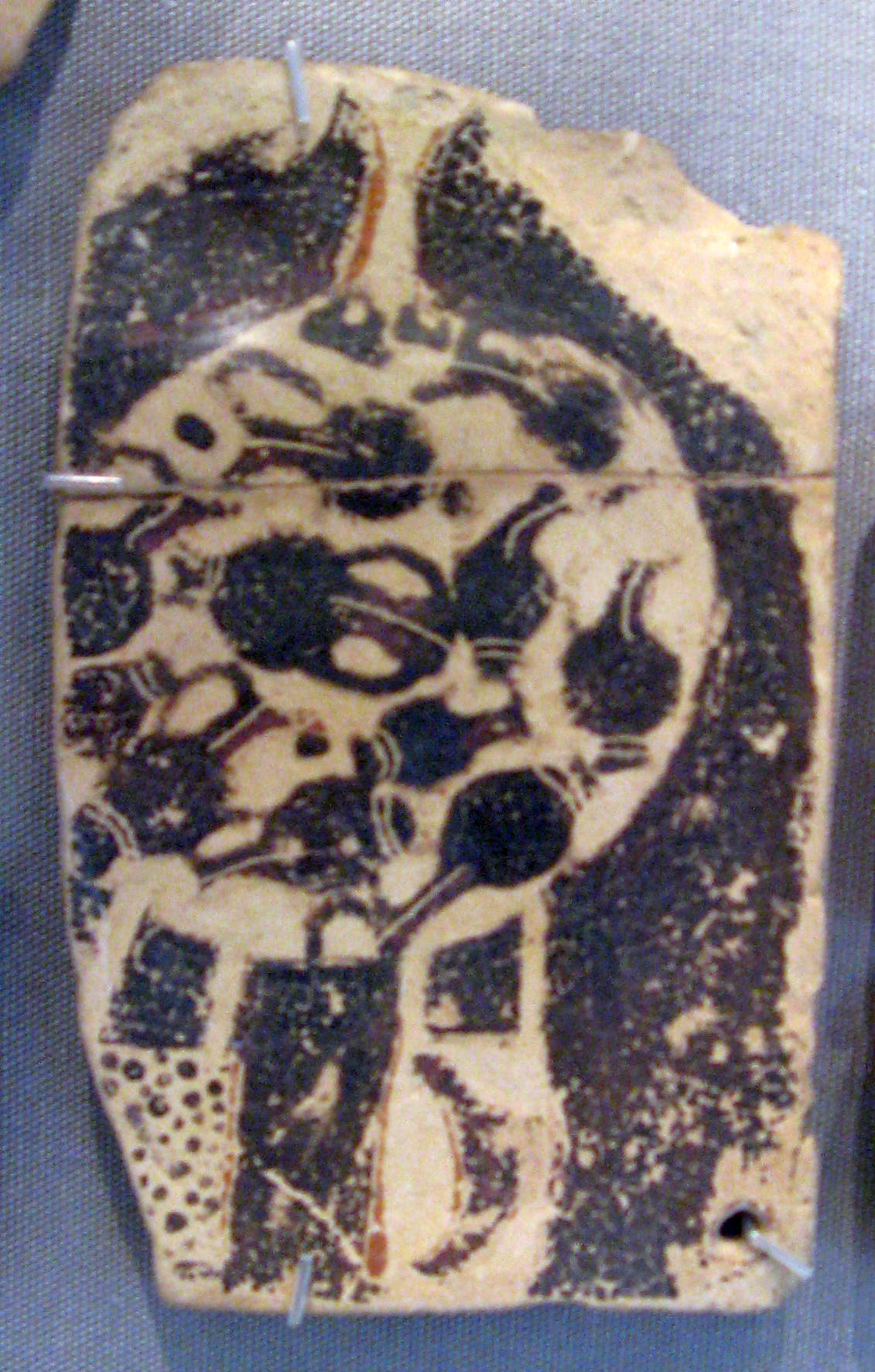
Blick in einen korinthischen Brennofen auf einem der Pinakes von Penteskouphia (um 575–550 v. Chr.).

Als Dreiphasenbrand, (auch: Dreistufenbrand), wird ein Brennverfahren in der Keramikproduktion des antiken Griechenland bezeichnet. Schon bronzezeitliche Gefäße weisen die für dieses Verfahren typische Dreifarbigkeit (Tongrund gelblich bis orange-rot o. ä., Dekor braun-rot und schwarz) auf. Etwa im 7. Jahrhundert v. Chr. wurde das Verfahren in Griechenland perfektioniert, so dass nun hochglänzende schwarze Oberflächen möglich wurden, und bis um 300 v. Chr. zur Herstellung schwarzfiguriger und rotfiguriger Vasen eingesetzt.

## Oxidationsstufen des Eisens
Alle Farbtöne der griechischen Schwarz-rot-Malerei und der Terra Sigillata entstehen durch verschiedenen Eisengehalt des Tons und die verschiedenen Oxidationsstufen des Eisens im gebrannten Ton. Eisen hat die besondere Eigenschaft, dass es verschiedenfarbige Oxide bilden kann, sowohl schwarzes Eisen(II)-oxid (FeO) als auch rotes Eisen(III)-oxid (Fe2O3) sowie tiefschwarzes Magnetit (Eisen(II,III)-oxid Fe3O4). Welche dieser Oxidationsstufen vorliegt, hängt von Sauerstoffgehalt und Temperatur des Reaktionsgemisches ab: ein hoher Anteil an Sauerstoff fördert die Produktion von Fe2O3, bei Sauerstoffmangel entsteht tendenziell eher FeO. Bei extrem niedrigem Sauerstoffanteil entsteht Hammerschlag (Fe3O4).
Die Farbe eisenhaltiger Tone lässt sich im Dreiphasenbrand also über das Steuern der Atmosphäre im Ofen zwischen „reduzierend“ (d. h. sauerstoffarm, kohlenstoffreich) und „oxidierend“ (d. h. sauerstoffreich) beeinflussen.

## Partikelgröße des Tons: Kontrolle des Sinterpunkts
Um jedoch mehr als nur eine Farbe pro Gefäß zu erzeugen, ist noch ein weiterer Trick notwendig: man muss verhindern, dass sich das schwarze FeO wieder in mattrotes Fe2O3 umwandelt, der Sauerstoffüberschuss muss also in den später schwarzen Bereichen unterbunden, die Fe-Oxidpartikel müssen „versiegelt“ werden. Eine weitere Eigenschaft der Tone ermöglicht diese Versiegelung: Der Sinterpunkt – also die Temperatur, bei der die einzelnen Tonpartikel beginnen, miteinander zu verschmelzen – hängt von der Zusammensetzung des Tons und seiner Partikelgröße ab. Kleine Tonpartikel und ein hoher Kaliumgehalt senken den Sinterpunkt. Die Herstellung feindisperser Malschlicker konnte durch Aufschlämmen und schichtweises Abschöpfen erfolgen.
Durch Zugabe „peptisierender“ Substanzen (Chemikalien, die die Tonpartikel aufbrechen und deren erneutes Zusammenkleben verhindern, also Suspensionshilfsmittel) kann die Partikelgröße weiter vermindert werden. Dazu eignen sich zum Beispiel Ätznatron (NaOH), Ammoniak (NH3), Pottasche (K2CO3) und Polyphosphate wie Calgon (NaPO3)6: diese lagern sich mit starken Wasserstoffbrücken an die Tonpartikel an und verhindern ähnlich wie Tenside, dass diese sich gegenseitig miteinander verbinden und verkleben. Die Tonpartikel befinden sich damit in kolloidaler Suspension.

## Der Brand
Vor dem Brand wurden die Tongefäße dicht im Ofen gestapelt. Da attische Keramik keine komplett schmelzende Glasur erhielt, konnten sich Gefäße im Ofen durchaus berühren. Dabei war es jedoch wichtig, eine gute Luft-/Gas-Zirkulation zu ermöglichen, um Fehlbrände zu vermeiden.

### Phase 1: Anheizen (oxidierend)

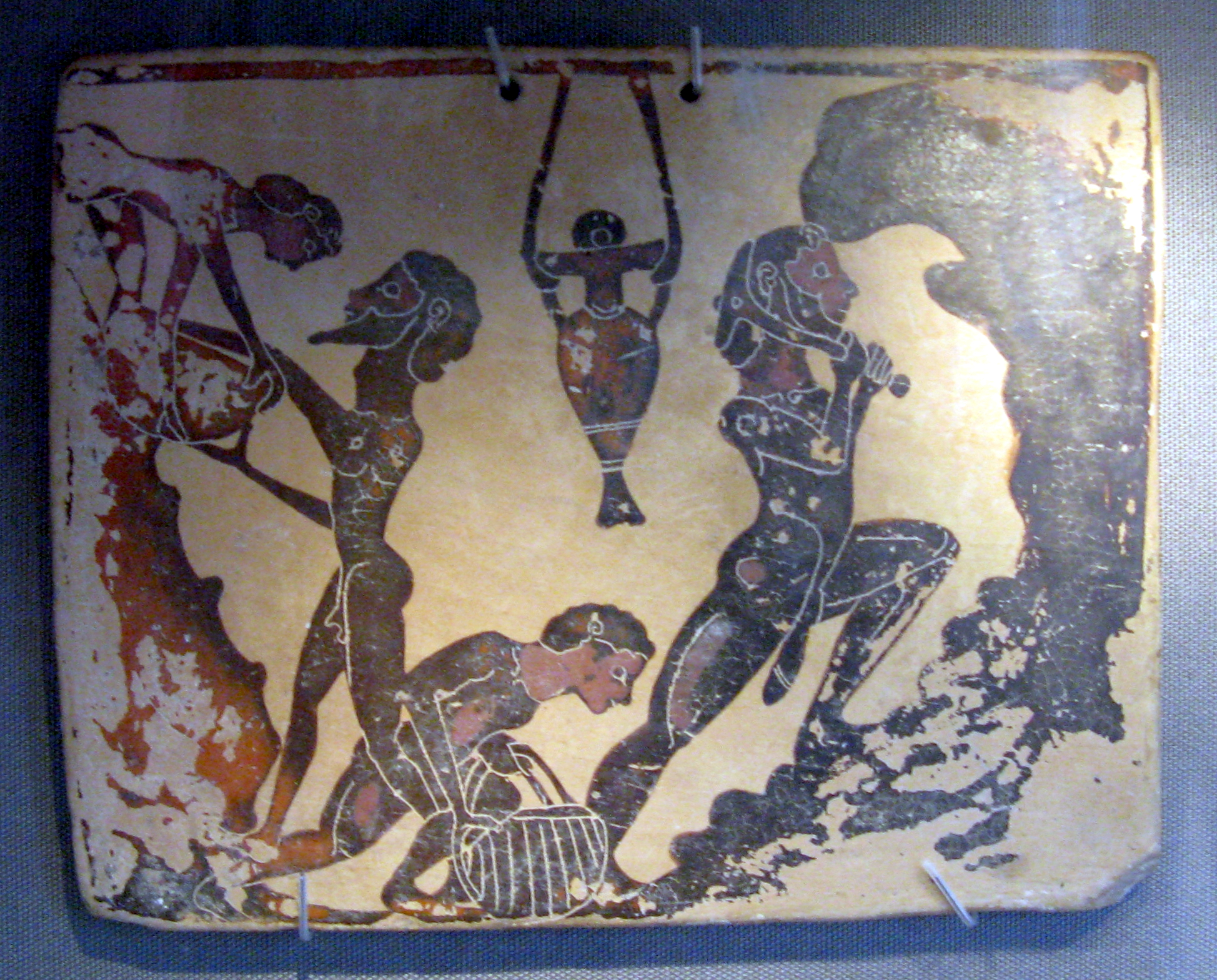
Abbau des Tons auf einem der Pinakes von Penteskouphia (um 575–550 v. Chr.).

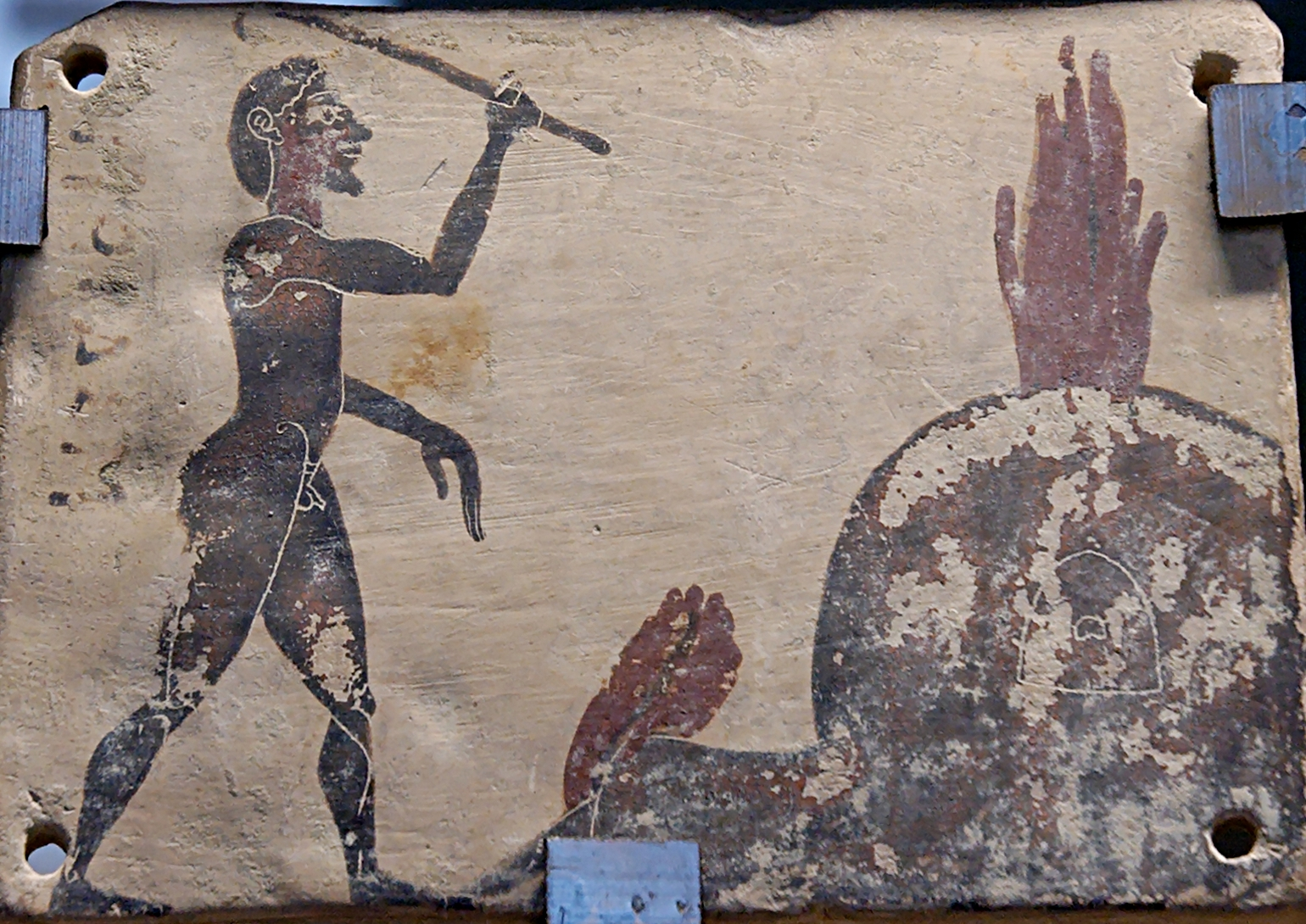
Korinthischer Pinax: Ofen mit Luke und Schauloch (?), lässt sich als Darstellung der reduzierenden Brandphase interpretieren: der CO-Überschuss sorgt für Stichflammen aus Feuerloch und Abzug.

Der typische Brand erfolgte vermutlich bei einer Temperatur von 850 bis 975 Grad Celsius. Bei ständiger Befeuerung des Ofens wurde diese Temperatur nach etwa 8 bis 9 Stunden erreicht. Die im Ofen untergebrachten Gefäße verloren hierbei zunächst die Restfeuchtigkeit des angetrockneten Tons. Bei einer Temperatur von 500 Grad setzte nach 6 bis 7 Stunden der eigentliche Brand der nun glühenden Gefäße ein. Unter ständiger Sauerstoffzufuhr und bei weiter steigender Temperatur oxidiert der stark eisenhaltige Glanzton und nimmt wie der Gefäßton eine rote Farbe an. Das Eisen wird hierbei in tiefrotes Eisen(III)-oxid (Fe2O3) umgewandelt. Diese erste Phase des Dreiphasenbrands dauerte etwa 9 Stunden.
Es ist nicht notwendig, aber sehr wahrscheinlich, dass diese Anheizphase in oxidierender Atmosphäre stattfand: man kann ein sauerstoffreiches Feuer schon allein deshalb annehmen, weil es viel effektiver Wärme erzeugt. Das reduzierende Feuer erlaubt in der Regel keine starke Temperatursteigerung mehr, allerdings wird die Keramik in dieser Atmosphäre schneller bzw. früher 'gar'. Daher hat sich die Reduktionsphase vermutlich auf die vergleichsweise kurze 2. Brennphase beschränkt.

### Phase 2: Reduzieren (Versintern des Glanzschlickers)
Ab etwa 900 °C wird die Sauerstoffzufuhr unterbunden, es werden reduzierende Bedingungen geschaffen. Die reduzierenden Bedingungen konnten in der Antike etwa durch Verengen der Abluftöffnungen und Zugabe von reichlich Brennstoff geschehen, der jetzt nur unvollständig zu Kohlenmonoxid (CO statt CO2) verbrannte. Dabei wandelt sich rotes Fe2O3 in tiefschwarzes Fe3O4 um.
3 Fe2O3 ⇌ 2 Fe3O4 + ½ O2
Der Sauerstoff verschwindet hierbei zwischen 850 und 900 °C. Durch den Zerfall des Magnetits bildet sich wiederum reaktives Eisen-(II)-oxid FeO.
Fe3O4 ⇌ 3 FeO + ½ O2
Dieses reagiert mit Zerfallsprodukten des Illit, die ab 750-800 °C aus dem Ton freigesetzt werden, zu Hercynit (Fe⋅Al2O3). Die Menge des Hercynits nimmt dabei bei steigender Temperatur immer weiter zu.
FeO + Al2O3 ⇌ FeO⋅Al2O3
Diese Produkte sind schwarz, weshalb sich auch die Keramik schwarz färbt. Bei vermutlich etwa 945 °C wurde die Temperatur für einige Zeit gehalten, um ein vollständiges Aufschmelzen und Sintern des Malschlickers aus feinen Partikeln sicherzustellen.
Anschließend sank die Temperatur wieder bis unterhalb des Sinterpunkts des Malschlickers, noch immer in reduzierender Atmosphäre. Jetzt ist die Glanztonschicht „versiegelt“, und unterbindet den Sauerstofftransport, so dass die in diesen Schichten eingelagerten Fe3O4-Oxide von nun an ihre schwarze Farbe behalten werden. Im Gegensatz zur langen ersten Phase dauerte die zweite nur etwa 5-10 Minuten.

### Phase 3: Re-Oxidation und Abkühlen
In der letzten Phase des Brandes werden die Zuluft-Öffnungen des Ofens wieder geöffnet und unverbranntes grünes Holz aus dem Feuer genommen: es werden erneut oxidierende Bedingungen geschaffen. Durch den erhöhten Sauerstoffanteil kann sich das schwarze Eisenoxid wieder mit genug Sauerstoff verbinden, um wieder zu rotem Eisenoxid zu reagieren. Da der feine Malschlicker in den bemalten Partien während der reduzierenden Phase sinterte, sich verdichtete und dadurch versiegelte, ist der Sauerstoff nicht in der Lage, sich mit dem darin eingeschlossenen schwarzen Eisenoxid zu verbinden und dieses zu rotem Eisenoxid zu reoxidieren, weshalb die bemalten Partien schwarz bleiben. Nach der vollständigen Oxidation der roten Bereiche konnten Ofen und Inhalt langsam abgekühlt und danach ausgeräumt werden.

## Brennöfen
Voraussetzung für den Dreiphasenbrand war ein regulierbarer Brennofen. Anscheinend wurde die hierfür notwendige Technik im 7. Jahrhundert v. Chr. in Korinth entwickelt. Die nun verwendeten Kuppelöfen mit Abzugsloch ermöglichten erst die Produktion schwarzfiguriger und in ihrer Folge rotfiguriger Keramik.
Die Öfen konnten permanent oder kurzzeitig sein und bestanden aus Feldsteinen und Ziegeln, welche mit Lehm verschmiert wurden. So wurden die Öfen durch den ersten Brand zum dauerhaften Bau. Die Öfen waren rechteckig oder rund, hatten einen Durchmesser von bis zu zwei Metern und besaßen oft eine Kuppel mit Abzugsloch in der Mitte sowie einem Schürhals mit Schürloch auf der einen Seite und einer Einsatzöffnung, um die Keramik in die Kammer zu setzen auf der anderen Seite. Die Öffnung wurde nach dem Einsatz der Gefäße zugemauert. Zudem besaßen die Öfen Feuerungskanäle, Feuerkammern und über der Schürkammer einen zweiten mit Pfeilern abgestützten, durchlochten Boden (Lochtenne) auf dem die zu brennenden Gefäße standen. Geheizt wurde der Ofen mit Reisigbündeln, Holzscheiten und Holzkohle.
Die Kontrolle der Temperatur konnte entweder optisch durch ein Guckloch oder durch kleinere Probestücke im Ofen erfolgen.

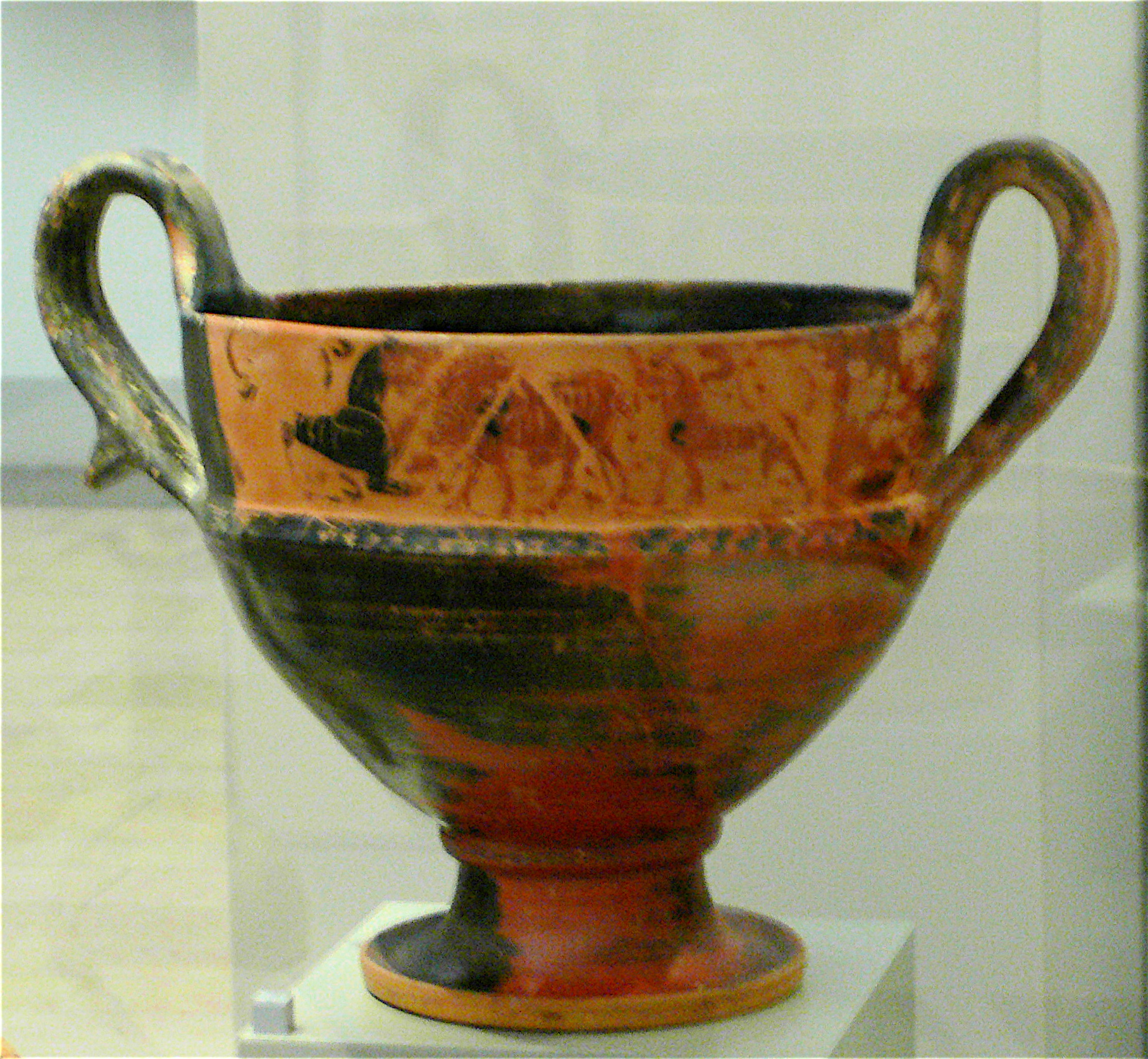
Fehlbrand: Reduktion nur auf der linken Seite im Bild befriedigend, rechts entweder unzureichend reduziert oder durch unvollständige Versiegelung reoxidiert. Möglicherweise durch ungleichmäßige Wärmeverteilung oder schlechte Zirkulation der reduzierenden Gase im Ofen verursacht.
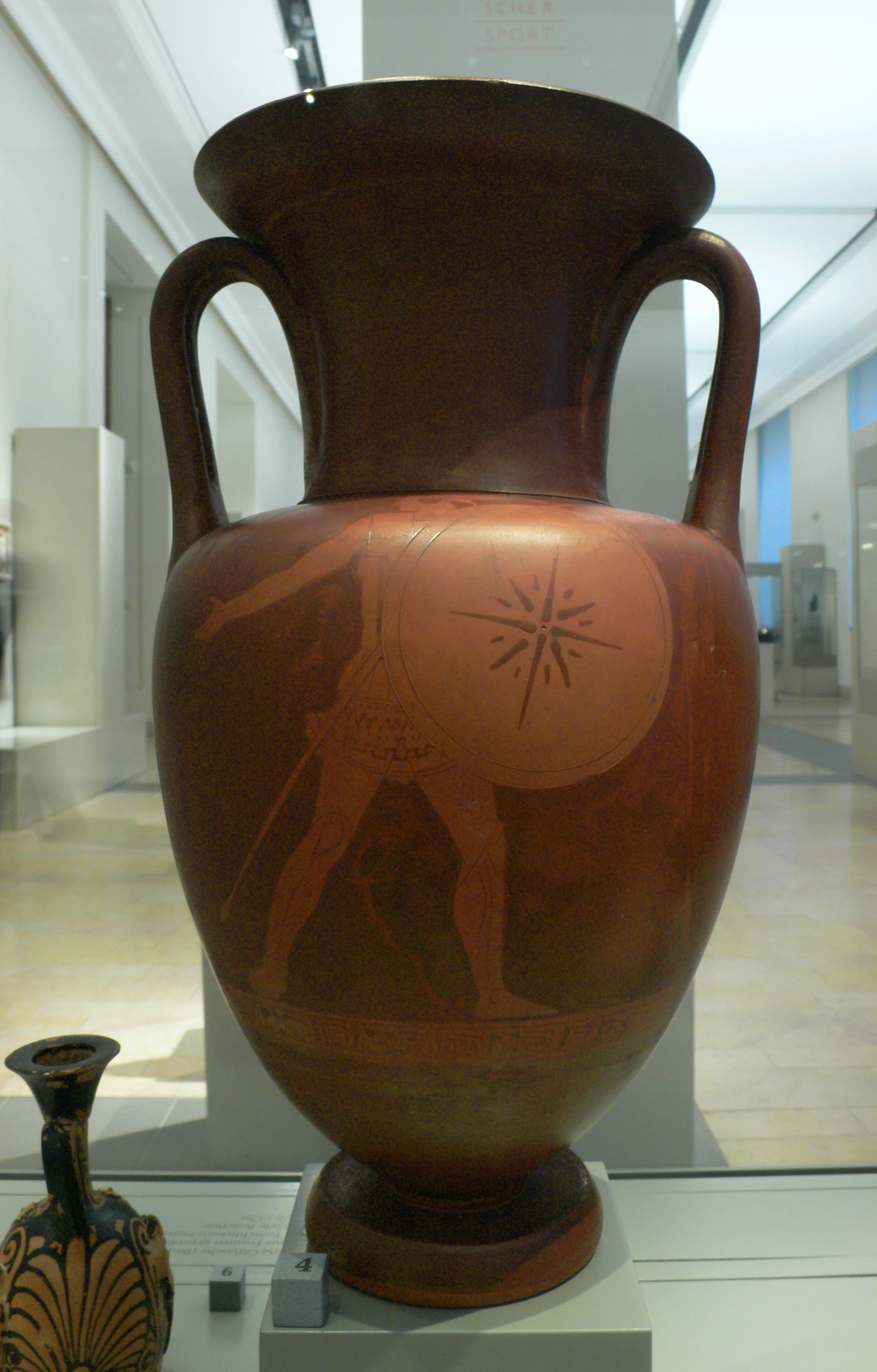
Fehlbrand: Ungenügend reduziert oder nicht hoch genug gebrannt, so dass der Malschlicker nicht ausreichend versiegelt wurde und in der 3. Phase wieder reoxidierte, d. h. rot wurde. Zum Vergleich links unten im Bild eine Vase mit „korrektem Schwarz“.
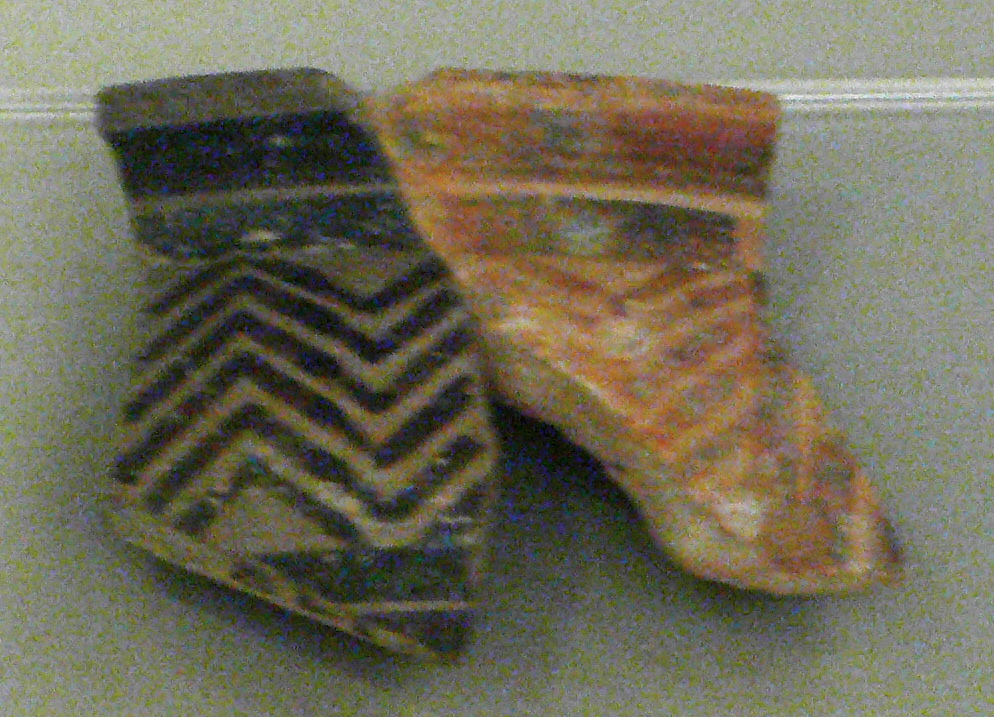
Zusammenpassende Scherben in verschiedenen Oxidationsstufen, gefunden am Areopag/Athen. Vermutlich als Brennproben verwendet, um die vollständige Reduktion im Ofen zu überprüfen (links vollständig, rechts noch nicht ausreichend reduziert).
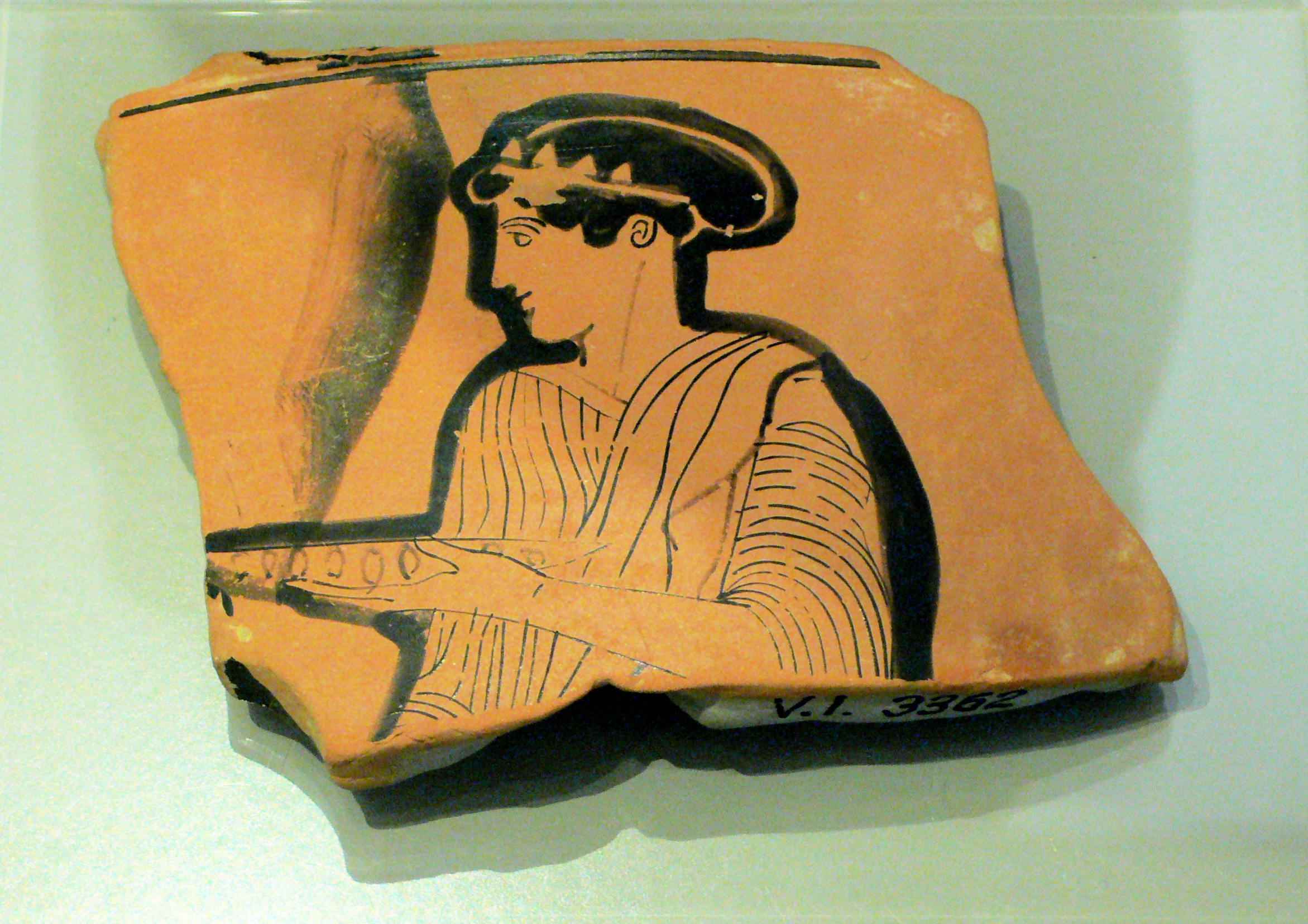
Fragment einer rotfigurigen attischen Vase. Unvollständig bemalt: schwarzer Hintergrund fehlt noch. Möglicherweise bei der Dekoration zerbrochen und als Brennprobe verwendet, um die vollständige Reduktion zu überprüfen.